# Mateusz Poręba
Mateusz Andrzej Poręb (Tuchów, 24 de agosto de 1999) é um jogador de voleibol polonês que atua na posição de central.

## Carreira

### Clube
Poręba cresceu jogando voleibol em uma equipe juvenil de sua cidade natal, eventualmente se juntando à equipe juvenil do AKS Rzeszow em 2016. Depois de se mudar para o SMS PZPS Spala (equipe da Federação Polonesa de Voleibol) na temporada 2017–18, a partir da temporada 2018–19 o central se profissionalizou e fez parte do elenco do Indykpol AZS Olsztyn.
Em março de 2021, Poręba estendeu seu contrato com o clube até 2023, com direito de empréstimo ao Vero Volley Monza, por onde terminou a temporada competindo a fase final do campeonato italiano.
Em julho de 2023, Poręba foi anunciado como o novo jogador do PGE GiEK Skry Bełchatów.

### Seleção
Pelas categorias de base, Poręba disputou o Campeonato Europeu Sub-20 de 2018, terminando o torneio na sexta colocação. Um ano após, disputando o Campeonato Mundial Sub-19, encerrou o campeonato na décima primeira colocação.
Em 2022 recebeu a primeira convocação para representar a seleção adulta polonesa na Liga das Nações, disputando apenas a fase classificatória. No mesmo ano, disputando o primeiro campeonato mundial adulto de sua carreira, foi vice-campeão ao ser superado na final pela seleção italiana.

## Clubes
| Anos      | Clube                   |
| --------- | ----------------------- |
| 2016–2018 | SMS PZPS Spala          |
| 2018–2021 | Indykpol AZS Olsztyn    |
| 2021–2021 | Vero Volley Monza       |
| 2021–2023 | Indykpol AZS Olsztyn    |
| 2023–     | PGE GiEK Skry Bełchatów |